# Капитонов, Василий Ефимович
Васи́лий Ефи́мович Капито́нов (12 [25] апреля 1917 — 14 октября 1993) — советский офицер, участник советско-финской, Великой Отечественной и Советско-японской войн. В годы Великой Отечественной войны — старший сержант, воздушный стрелок-радист 33-го бомбардировочного авиационного полка 19-й бомбардировочной авиационной дивизии Юго-Западного фронта. Герой Советского Союза (1942), подполковник.

## Биография
Василий Ефимович Капитонов родился 25 апреля 1917 года в селе Сутоки.
Участник советско-финской войны. На фронтах Великой Отечественной войны с июня 1941 года. Воевал в составе 33-го бомбардировочного авиационного полка, был стрелком-радистом. К февралю 1942 году совершил 111 боевых вылетов, уничтожил 4 истребителя противника (1 на аэродроме), более 200 гитлеровцев.
Указом Президиума Верховного Совета СССР «О присвоении звания Героя Советского Союза начальствующему и рядовому составу Красной Армии» от 27 марта 1942 года за «образцовое выполнение боевых заданий командования и проявленные при этом отвагу и геройство» удостоен звания Героя Советского Союза с вручением ордена Ленина и медали «Золотая Звезда» за номером 640.
В 1943 году окончил лётную школу. Участник советско-японской войны. После войны, до 1960 года, служил в ВВС СССР.
Умер 14 октября 1993 года. Похоронен на Южном кладбище в Санкт-Петербурге.

## Награды
- Медаль «Золотая Звезда»(№ 640);
- орден Ленина;
- орден Красного Знамени;
- орден Отечественной войны I степени;
- орден Красной Звезды.
- Медали, в том числе:
  - медаль «За победу над Германией в Великой Отечественной войне 1941—1945 гг.»;
  - юбилейная медаль «Двадцать лет Победы в Великой Отечественной войне 1941—1945 гг.»;
  - юбилейная медаль «Тридцать лет Победы в Великой Отечественной войне 1941—1945 гг.»;
  - юбилейная медаль «Сорок лет Победы в Великой Отечественной войне 1941—1945 гг.».